# Jerry Ciccoritti
Jerry Ciccoritti, né le 5 août 1956 à Toronto, est un réalisateur, scénariste, acteur et producteur canadien.

## Filmographie

### Réalisateur
- 1983 : Le Voyageur (The Hitchhiker) (série télévisée)
- 1985 : Psycho Girls
- 1987 : Graveyard Shift
- 1988 : The Understudy: Graveyard Shift II
- 1988 : Love & Die
- 1991 : La Chambre secrète (The Hidden Room) (série télévisée)
- 1992 : Le Justicier des ténèbres (Forever Knight) (série télévisée)
- 1992 : Highlander (Highlander) (série télévisée)
- 1992 : Catwalk (Catwalk) (série télévisée)
- 1993 : Paris, France (en)
- 1994 : TekWar: TekJustice (TV)
- 1995 : Net Worth (TV)
- 1996 : Straight Up (série télévisée)
- 1997 : A Prayer in the Dark (TV)
- 1998 : Boy Meets Girl (en)
- 1998 : Made in Canada (série télévisée)
- 1999 : The Life Before This
- 2001 : The Associates (série télévisée)
- 2001 : Chasing Cain
- 2002 : Chasing Cain: Face (TV)
- 2002 : The Many Trials of One Jane Doe (TV)
- 2002 : Trudeau (feuilleton TV)
- 2003 : The Death and Life of Nancy Eaton (TV)
- 2004 : Blood
- 2004 : Lives of the Saints (en) (TV)
- 2005 : L'Héritage de la passion (Murder in the Hamptons) (TV)
- 2005 : Shania: A Life in Eight Albums (TV)
- 2008 : Un cœur d'athlète (Victor) (TV)
- 2008 : Une femme de cran (Wisegal) (TV)
- 2009 : Mort en beauté (Killer Hair) (TV)
- 2009 : Un crime à la mode (Hostile Makeover) (TV)

### Scénariste
- 1985 : Psycho Girls
- 1987 : Skull: A Night of Terror
- 1987 : Graveyard Shift
- 1988 : The Understudy: Graveyard Shift II
- 1989 : A Whisper to a Scream
- 1991 : Bedroom Eyes II
- 2004 : Blood

### Acteur
- 1985 : Psycho Girls : Livreur de pizza
- 1987 : Graveyard Shift : Punk with Gun
- 1992 : Hurt Penguins : Vendeur de chaussures n° 2
- 1998 : Scandaleusement vôtre (Scandalous Me: The Jacqueline Susann Story) (TV) : Film Director
- 2000 : Out of Sync (TV) : Buddo

### Producteur
- 1985 : Psycho Girls
- 1987 : Graveyard Shift
- 1989 : A Whisper to a Scream